# Giacomo Beretta
Giacomo Beretta (Nacido el 14 de marzo de 1992 en Italia) es un futbolista Italiana. Juega como delantero en el Pro Patria de la Serie C de Italia.

## Clubes
| Club           | País   | Año           |
| -------------- | ------ | ------------- |
| Milan          | Italia | 2010-2017     |
| Ascoli         | Italia | 2011-2012     |
| Juve Stabia    | Italia | 2012          |
| Pavia          | Italia | 2012-2013     |
| Lecce          | Italia | 2013-2014     |
| Pro Vercelli   | Italia | 2014-2016     |
| Entella        | Italia | 2016-2017     |
| Carpi          | Italia | 2017          |
| Foggia         | Italia | 2017-2018     |
| Ascoli         | Italia | 2018-2020     |
| Padova         | Italia | 2020-2021     |
| Cittadella     | Italia | 2021-2023     |
| Foggia         | Italia | 2023-2024     |
| Lecco (Cedido) | Italia | 2024          |
| Pro Patria     | Italia | 2024-Presemte |